# Гиперплоскость
Гиперпло́скость — подпространство коразмерности 1
в 
векторном, 
аффинном пространстве
или проективном пространстве;
то есть подпространство с размерностью, на единицу меньшей, чем объемлющее пространство.
Например, 
для двумерного пространства гиперплоскость есть прямая (отражаемая уравнением {\displaystyle n_{1}x_{1}+n_{2}x_{2}=b}), для трёхмерного — плоскость, для четырёхмерного — трёхмерное пространство («трёхмерная плоскость») и т. д.

## Уравнение гиперплоскости
Пусть {\displaystyle \mathbf {n} \in \mathbb {R} ^{k}} — нормальный вектор к гиперплоскости, тогда уравнение гиперплоскости, проходящей через точку {\displaystyle \mathbf {X} \in \mathbb {R} ^{k}}, имеет вид
{\displaystyle \langle \mathbf {n} ;\mathbf {x} \rangle =\langle \mathbf {n} ;\mathbf {X} \rangle }
Здесь {\displaystyle \langle \bullet ;\bullet \rangle } — скалярное произведение в пространстве {\displaystyle \mathbb {R} ^{k}}. В частном случае уравнение принимает вид
{\displaystyle n_{1}x_{1}+n_{2}x_{2}+\ldots +n_{k}x_{k}=d=n_{1}X_{1}+n_{2}X_{2}+\ldots +n_{k}X_{k}}

## Расстояние от точки до гиперплоскости
Пусть {\displaystyle \mathbf {n} \in \mathbb {R} ^{k}} — нормальный вектор к гиперплоскости, тогда расстояние от точки {\displaystyle \mathbf {r} \in \mathbb {R} ^{k}} до этой гиперплоскости задаётся формулой
{\displaystyle \rho ={\frac {|\langle \mathbf {r} -\mathbf {R} ;\mathbf {n} \rangle |}{|\mathbf {n} |}}}
где {\displaystyle \mathbf {R} } — произвольная точка гиперплоскости.